# JUNCTION THREE
JUNCTION THREE（ジャンクション・スリー）は、日本のプロレス団体DRAGON GATEに所属したユニット。

## 歴史
2011年に結成された巨大ユニットであるBlood WARRIORSに対抗すべく結成されたユニットである。当初は望月軍（仮）として活動していた。WORLD-1が解散後に望月成晃が吉野正人らWORLD-1残党に共闘を呼びかけ、新ユニットへの足がかりとした。その後、巨大過ぎるBWに立ち向かうにはKAMIKAZEの協力も必要と考え、KAMIKAZEのYAMATOに共闘を訴えていた。そして5月にKAMIKAZEが封印宣言と共に望月軍に合流を宣言。
6月8日の後楽園大会でユニット名をJUNCTION THREEと発表。またチームカラーを緑とすることも発表。しかし、B×Bハルクが突如裏切り、BWに加入。代わりにGammaが加入。
6月18日の福岡・博多スターレーンにてPACがオープン・ザ・ブレイブゲート王座を防衛し、吉野、YAMATO、Gamma組がオープン・ザ・トライアングル・ゲート王座を戴冠。　翌日19日にはドラゴン・キッド、PAC組がオープン・ザ・ツインゲート統一タッグ王座を奪取して望月がオープン・ザ・ドリームゲート王座の防衛に成功。1つのユニットが主要ベルトを独占したのは団体史上初。
2012年2月9日後楽園大会で行われたJⅢとBWの解散・コントラ・解散マッチにて望月が戸澤に敗れ解散となった。

## メンバー
- 望月成晃:結成～解散
- 吉野正人:結成～解散
- 鷹木信悟:結成～解散
- YAMATO:結成～解散
- ドラゴン・キッド:結成～解散
- ジミー・ススム:結成～解散
- ジミー・カゲトラ:結成～解散
- スペル・シーサー:結成～解散
- PAC:結成～解散
- リッチ・スワン:2011年6月～解散

## 元メンバー
- B×Bハルク:結成～同日離脱
- Gamma:2011年6月～2012年1月脱落

## 戦績
- オープン・ザ・ドリームゲート王座

第13代：望月成晃
（2011年4月14日獲得、2011年12月26日陥落/防衛6回）
- オープン・ザ・ツインゲート王座

第16代：ドラゴン・キッド&PAC
（2011年6月19日獲得、2011年7月17日陥落）
- オープン・ザ・トライアングルゲート王座

第32代：吉野正人&YAMATO&Gamma
（2011年6月18日獲得、2011年9月2日陥落/防衛2回）
- オープン・ザ・ブレイブゲート王座

第20代：PAC
（2010年8月29日獲得、2011年11月19日陥落/防衛11回）
- オープン・ザ・お笑いゲート王座

第16代：リッチ・スワン
（2011年11月5日獲得、2011年12月4日紛失）
- プロレス大賞敢鬪賞

望月成晃（2011年）

## テーマ曲
- United Arrows / YO-HEI

## 補足
- JUNCTIONは日本語訳で「合流」などの意味を持ち、KAMIKAZE、ベテラン軍、WORLD-1の3ユニットが合流したためTHREEを組み合わせたものである。ユニットロゴは毛利元就の三矢の教えにちなんだ3本の矢をモチーフにしたもの。イメージカラーは緑。